# 坂本直子 (ソフトボール)
坂本 直子（さかもと なおこ、1985年5月11日 - ）は、大阪府出身の女子ソフトボール選手（投手）。2004年アテネオリンピック銅メダリスト。彩の国功労賞を受賞。

## 詳細情報

### 日本リーグ個人表彰
- 2004年 - 新人賞（野手）